# Cambalique

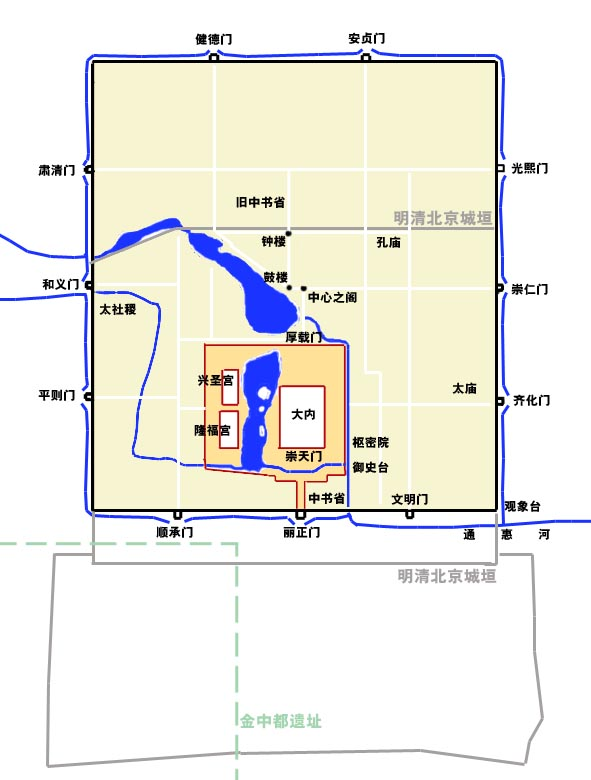
Planta da cidade de Dadu

Cambalique ou Cambaluque é o antigo nome da cidade de Pequim (Beijing), atual capital da República Popular da China. A cidade foi chamada de Dadu ou Tatu (大都, pinyin: Dàdū, Wade-Giles: Ta-tu), que significa "grande capital" ou "capital grandiosa" em chinês, durante o período em que foi capital da dinastia Yuan (fundada por Cublai Cã), e foi chamada de Daidu, uma transliteração direta do chinês para o seu idioma, Recebeu posteriormente o nome de Khanbaliq (汗八里), também grafada Khanbalikh nos idiomas turcomanos, que tem o significado de "Grande Residência do Cã". O viajante veneziano Marco Polo a chamou de Cambaluc ou Cambuluc.

## História
Sob o nome de Zhongdu (中都, "capital central", pinyin: Zhōngdū), a cidade havia servido anteriormente como capital da dinastia Jin, porém foi incendiada em 1215 pelas forças mongóis. Em 1264, pouco antes de fundar a dinastia Yuan, Cublai Cã decidiu reconstruir a cidade como sua nova capital. Liu Bingzhong foi indicado como supervisor das obras, e Yeheidie'erding (Amir al-Din) projetou e comandou a sua construção. A construção das muralhas da cidade teve início no mesmo ano, enquanto o palácio imperial foi construído a partir de 1274. O projeto de Dadu seguiu o Zhouli (周禮, "ritos de Zhou") clássico do confucianismo, segundo o qual as regras de "9 eixos verticais, 9 eixos horizontais", "palácios na frente, mercados no fundo", "na esquerda o culto aos ancestrais, na direita o culto aos deuses", eram levadas em consideração. A escala de sua construção foi ampla, e o método de seu planejamento e execução foi rígido.
Após a fundação da dinastia Yuan, em 1271, Cublai Cã rebatizou a cidade de Dadu (大都, "grande capital", ou Ta-tu na transliteração Wade-Giles) no ano seguinte; a antiga sede do governo de Cublai Cã, Xanadu, tornou-se a capital de verão dos Yuans. Durante o reinado de Cublai Cã, no final do século XIII, Marco Polo conheceu Dadu e Xanadu, onde teria servido ao cã por dezessete anos.
Em 1368, Zhu Yuanzhang, depois de se declarar o primeiro imperador da dinastia Ming, em Nanquim, despachou um exército até Dadu, que ainda estava em poder dos Yuan. Eventualmente o último imperador Yuan fugiu para Xanadu, no norte, e Zhu Yuanzhang, após invadir Dadu, pôs abaixo todos os palácios da cidade.

## Consequências

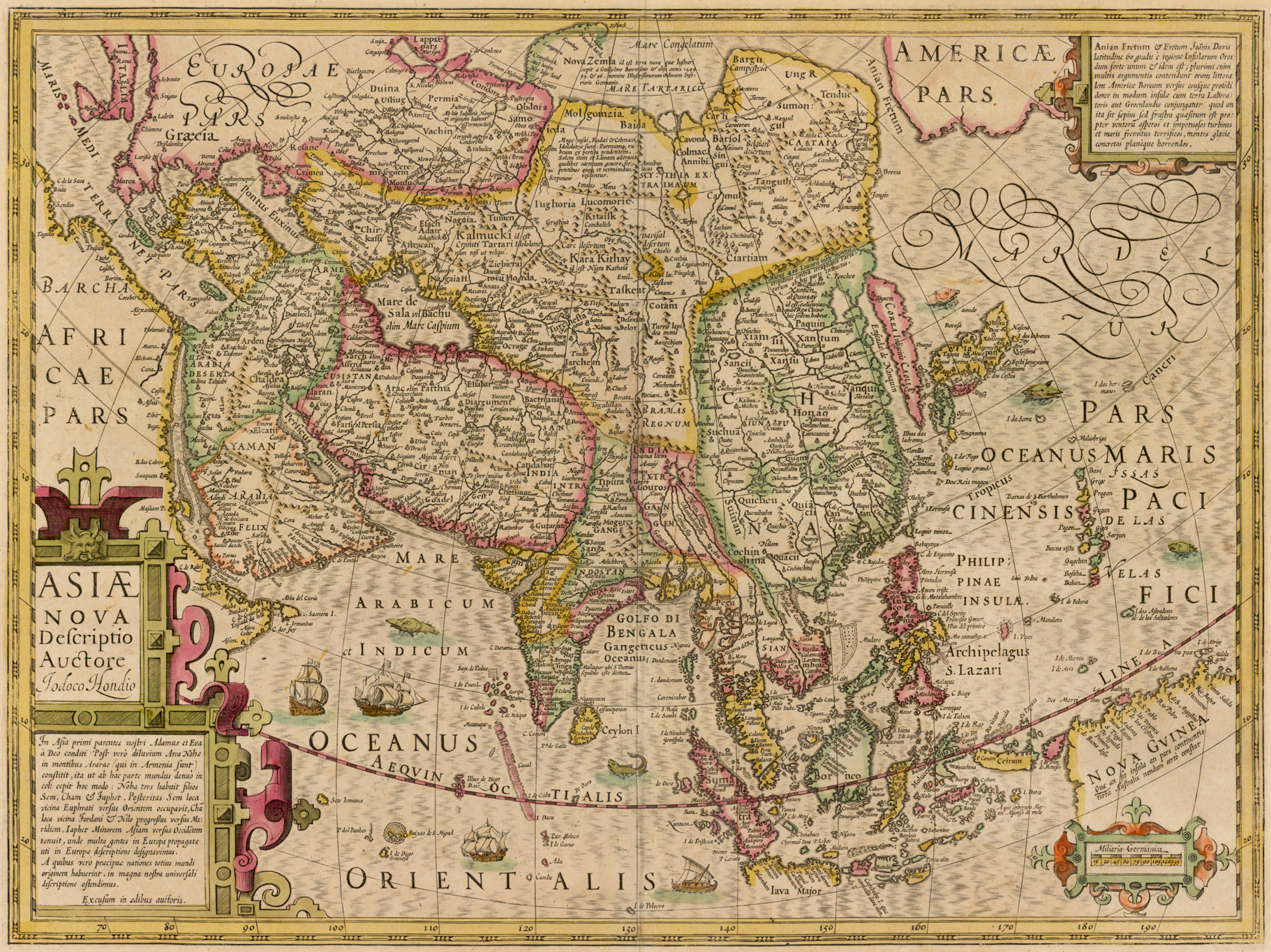
Embora Cambalique fosse conhecida pelos geógrafos europeus, sua localização exata - ou mesmo sua identidade com Pequim - não era clara. Este mapa, de 1610, repete um equívoco razoavelmente comum no período: mostra duas Cambaliques (Combalich, ao lado de Kitaisk, no rio Ob, e Cambalu, em Cataia, ao norte Grande Muralha), além de uma Pequim (Paquin, em sua localização correta, na prefeitura de Xuntien (Shuntian)

Após a queda da dinastia Yuan, em 1368, a cidade passou a ser chamada de Beipim (北平, pinyin: Běipíng) pela dinastia Ming, e a prefeitura de Shuntian (順天) foi fundada em torno da cidade. Após a ascensão ao trono do Imperador Yongle dos Mings, a cidade foi ampliada; o imperador comissionou a construção da Cidade Proibida, dentro das muralhas da cidade imperial de Dadu, dos Yuans. A cidade passou a ser chamada de Beijim (北京, pinyin: Běijīng), ou Pequim (Peking) numa romanização obsoleta, nome pelo qual é conhecida até hoje - com exceção de um período curto da China Republicana, quando passou a ser conhecida novamente como Beipim. Ruínas de partes das antigas muralhas de Dadu, localizadas pouco ao norte das muralhas construídas posteriormente pela dinastia Ming ainda podem ser vistas na Pequim atual, e são conhecidas como Tucheng (土城, literalmente 'muralha de terra').
Apesar da mudança do nome da cidade em chinês, o nome Cambalique continuou a ser usado pelos mongóis por séculos depois da queda da dinastia Yuan. Os russos se apropriaram do nome, e diversos documentos do século XVII referem-se a Pequim como Cambalique (Камбалык), como por exemplo no relato feito por Fyodor Baykov, enviado como embaixador à cidade na década de 1650.